# Стерпито ди Сопра (Потенца)
Стерпито ди Сопра (итал. Sterpito di Sopra) је насеље у Италији у округу Потенца, региону Базиликата.
Према процени из 2011. у насељу је живело 111 становника. Насеље се налази на надморској висини од 727 м.